# 동기창
동기창(董其昌, 1555년 ~ 1636년)은 중국 명나라 때의 문인, 화가, 서예가, 정치인이다. 명나라 남직례(南直隸, 오늘날 강소성) 화정(華亭) 사람으로 자는 현재(玄宰), 호는 사백(思白)과 향광거사(香光居士)이다. 1589년에 진사가 된 후 벼슬이 남경예부상서(南京禮部尙書)까지 올랐다. 그러나 정치가로서보다 문인, 화가, 서예가로 더 이름이 나 있다. 복왕(福王) 때에 문민(文敏)이라는 추시를 내렸다. 젊었을 때부터 시서화의 창작 및 감식에 뛰어났으며 명대 최고의 문인화가 및 화론가로서의 지위를 확립했다. 서예는 왕희지의 글씨체를 바탕으로 행서, 초서에 뛰어났으며, 특히 중국 그림의 2대 유파 중 하나인 남종화를 대성함으로써 당시의 그림 경향을 남종화 일색으로 만들기도 했다.
저서로는 《화선실수필(畵禪室隨筆)》, 《화안(畵眼)》, 《화지(畵旨)》, 《용대문집(容臺文集)》 등이 있다. 또한 그는 역대의 진귀한 범첩을 수집하고 정리해 간행했으며, 만력(萬曆), 태창(泰昌), 천계(天啓) 세 왕조의 실록 편찬에도 참여하는 등 명대 학술 문화 발전에 지도적 역할을 수행했다.

## 같이 보기
- 진계유
- 명나라의 시문학